# Luís Pereira Brandão
Luís Pereira Brandão (Porto, c. 1540 — Lisboa, c. 1590?) foi um padre jesuíta que acompanhou o rei D. Sebastião na Batalha de Alcácer Quibir, tendo posteriormente publicado um poema em dezoito cantos e oitava rima intitulado a A Elegíada cantando as desventuras da expedição.

## Biografia
Nasceu no Porto de uma família nobre e faleceu em data e local incertos. Seu pai fora capitão em Moluco, morrendo na conquista de Monomotapa. Padre da Companhia de Jesus, foi cavaleiro professo da Ordem de Cristo e acompanhou D. Sebastião a Alcácer Quibir. Capturado pelos mouros, começou a escrever na prisão um poema em dezoito cantos e em oitava rima que descreve a desgraça de Alcácer Quibir e a morte lamentável do rei D. Sebastião de Portugal.

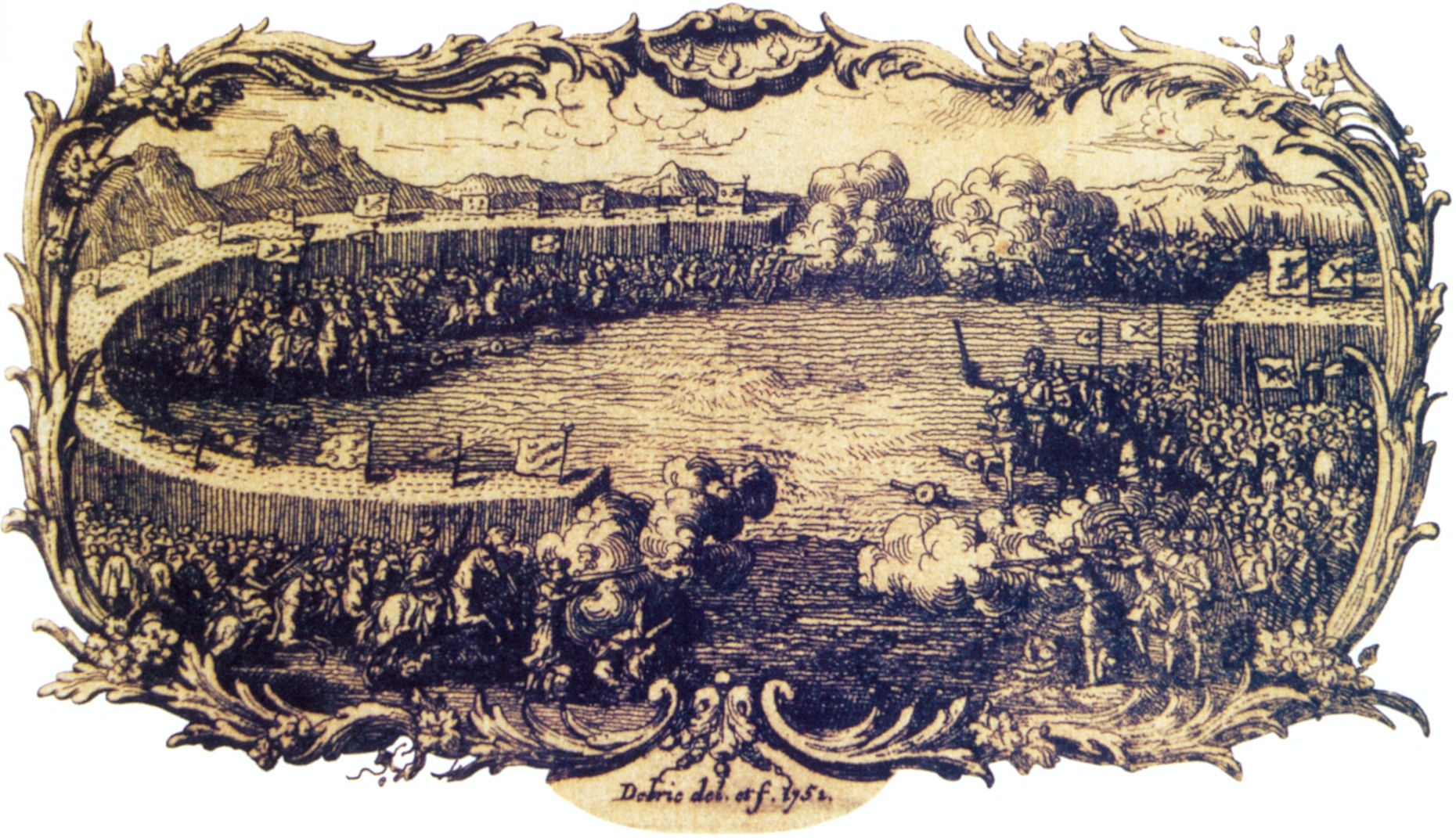
Alcácer Quibir

O poema viria a ser publicado em Lisboa no ano de 1588 com o título A Elegíada e era dedicado ao cardeal Alberto de Áustria, governador de Portugal no reinado dos Filipes.
Excerto do poema:—
Verdades canto dinas de memória,
Castigos justamente merecidos,
Não fabulosa, ou sonhada história,
Que engana peitos, e embaraça ouvidos.
Não de Alcides a fingida glória,
Nem casos que não fossem acontecidos,
Nem de Busíris altares indinos,
Nem Jasão, e Teseu peregrinos.
Cante Homero o que chorou Dardânia;
Cante depois Virgílio o amor de Dido,
Inventem danos da fatal insânia,
Por ser seu nome mais engrandecido;
Que eu choro o Rei da triste Lusitânia
Sentido até das pedras sem sentido,
Cuja história certa e dolorosa,
Excede toda a outra fabulosa.

## Obra publicada
- Elegiada de Luys Pereyra. Dirigida ao Serenissimo Senhor Cardeal Alberto Archiduque de Austria, & Governador dos Reynos de Portugal. Lisboa : por Manuel de Lyra..., 1588.